# Ófalu
Ófalu (deutsch Ohwala, kroatisch Faluv) ist eine ungarische Gemeinde im Kreis Pécsvárad im Komitat Baranya. Sie liegt an dem kleinen Fluss Rák-patak.

## Geschichte
Ófalu wurde 1426 urkundlich erwähnt. Während der türkischen Invasion im 17. Jahrhundert wurde der Ort zerstört. Die Familie Perczel siedelte in dem Ort ab dem Jahr 1740 neue Kolonisten an. Um 1760 wurden von deutschen Siedlern die ersten Glashütten gebaut und betrieben. Aufgrund der bewaldeten Umgebung spielte in Ófalu die Holzverarbeitung, wie etwa die Holzschnitzerei oder der Bau von Stühlen traditionell eine große Rolle. 1910 lebten im Ort von 800 Einwohnern nur 53 Ungarn (6 %) und 747 Deutsche. Außerdem waren 675 der Einwohner römisch-katholisch. Im Jahr 2020 wohnten nur noch 344 Menschen in dieser Ortschaft.

## Sehenswürdigkeiten
- Heimatmuseum (Tájház)
- Kalvarienberg
- Römisch-katholische Kirche Páduai Szent Antal, erbaut 1904
- Szent-Vendel-Statue (Szent Vendel-szobor), erbaut 1872

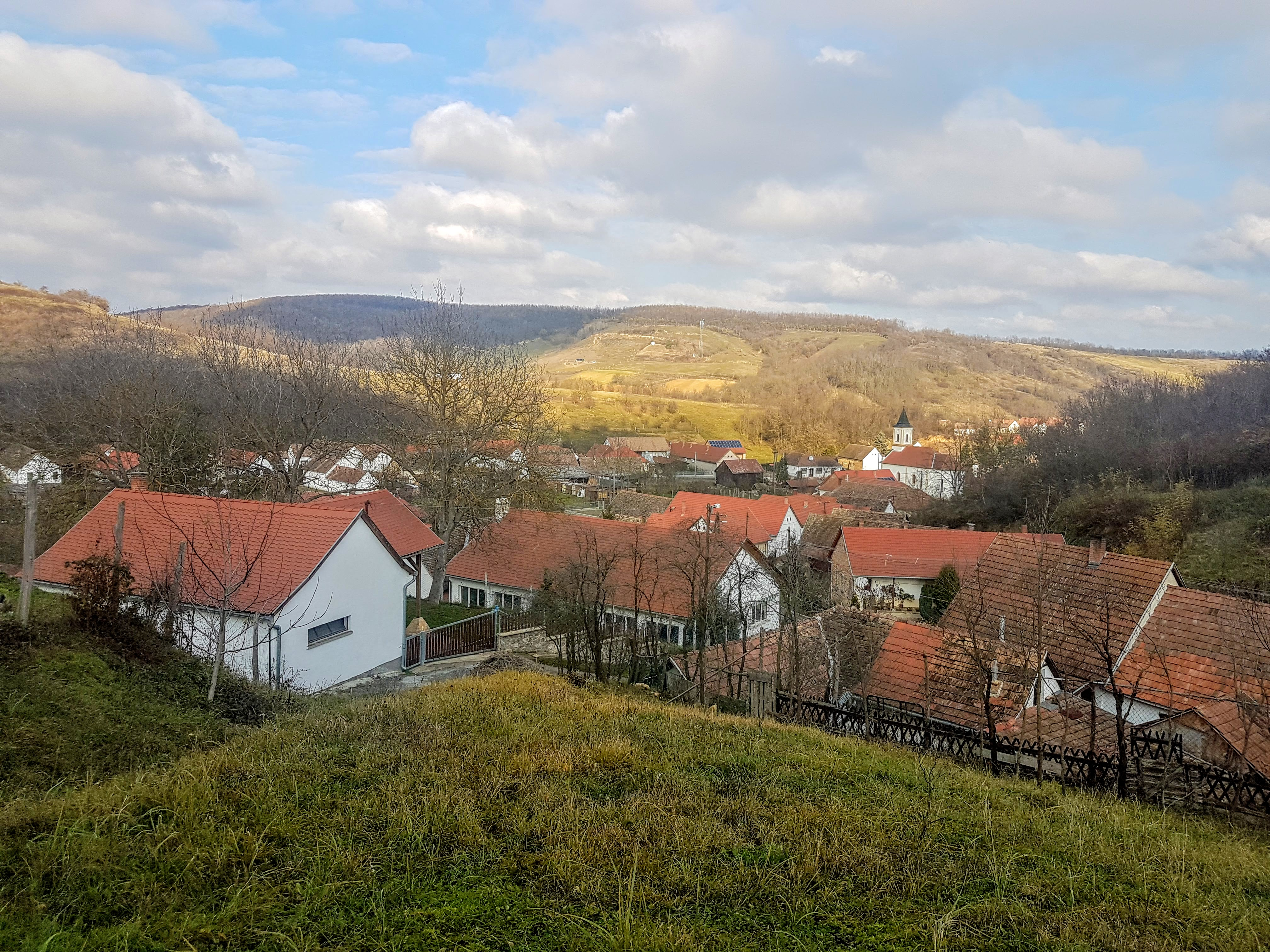
Blick auf Ófalu
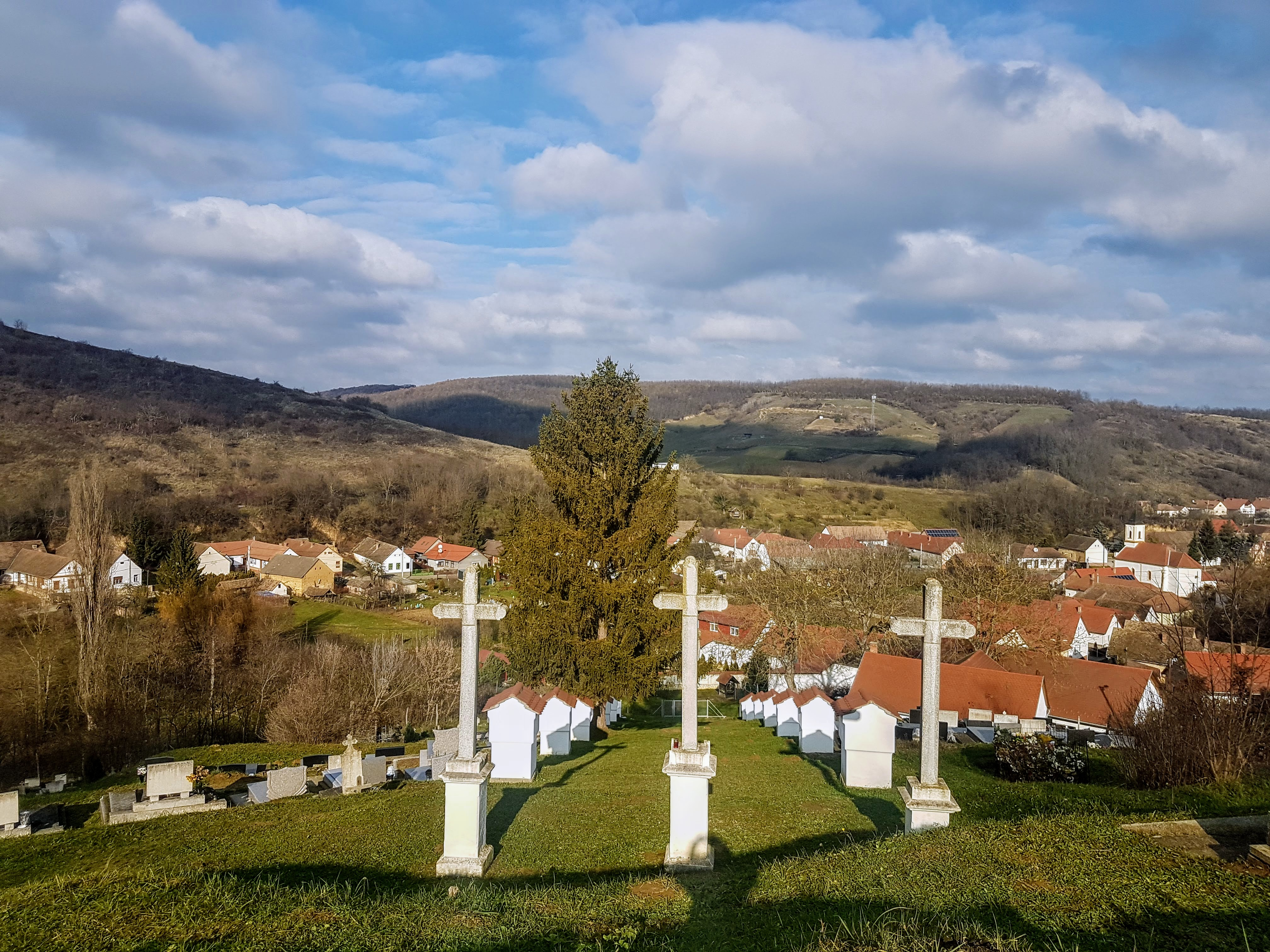
Kalvarienberg

Zudem besitzt Ofalu ein eigenes Rathaus und einen Friedhof mit Kapelle.

## Söhne und Töchter der Gemeinde
- Jenő Ádám Kaltenbach (* 1947), Rechtswissenschaftler und Hochschullehrer, der erstgewählte Ombudsman für Minderheitenrechte Ungarns (1995)

## Verkehr
Ófalu ist nur über die etwa 5 Kilometer lange Nebenstraße Nr. 56125 zu erreichen, die in westlicher Richtung direkt zur Hauptstraße Nr. 6 führt. Über Feld- und Waldwege kann man nach Cikó und Véménd gelangen. Es bestehen Busverbindungen nach Mecseknádasd. Die nächstgelegene Eisenbahnstation befindet sich nördlich in Hidas-Bonyhád.

## Belege
1. ↑  Helyi önkormányzati választások 2019 - Ófalu (Baranya megye). Nemzeti Választási Iroda, 13. Oktober 2019, abgerufen am 30. Juni 2021 (ungarisch).
2. 1 2  Magyarország helységnévtára: Ófalu. Központi Statisztikai Hivatal, abgerufen am 30. Juni 2021 (ungarisch).